# 苗栗縣苑裡鎮中山國民小學
苗栗縣苑裡鎮中山國民小學（簡稱中山國小）為臺灣苗栗縣苑裡鎮的一所國民小學。

## 歷史
1958年8月1日，設置「山腳國民學校社苓分校」。
1961年8月1日，改名稱為「中山國民學校」。
1968年8月1日，配合臺灣九年國民義務教育，改名稱為「中山國民小學」

## 姊妹校
- 爱沙尼亚：庫爾特納學校[1]

## 外部連結
- 苗栗縣苑裡鎮中山國小官網
- 苗栗縣苑裡鎮中山國民小學的Facebook專頁